# More Songs About Anger, Fear, Sex & Death
Die Kompilation More Songs About Anger, Fear, Sex & Death erschien 1992 beim unabhängigen Punk-Label Epitaph.

## Entstehung und Stil
Das Album wurde von Brett Gurewitz, Gitarrist und Songwriter von Bad Religion sowie 1981 Gründer von Epitaph, produziert und zusammengestellt. Weitere Mitwirkende waren Donnell Cameron als Toningenieur, seit 1988 Partner von Gurewitz im Westbeach Recorders Studio in Hollywood, sowie Jack Endino, der 1990 die Songs von Coffin Break im Reciprocal Recording Studio in Seattle produziert hatte.
1992 war Epitaph noch ein kleines Label mit wenigen Angestellten, so neben Brett Gurewitz unter anderem Jay Bentley und Jeff Abarta. Die Kompilation enthält ein oder zwei Tracks von Veröffentlichungen, die bei Epitaph zu dieser Zeit erschienen waren. Neben Bad Religion mit acht Songs sind Bands wie NOFX, Pennywise, Down By Law, Dag Nasty und L7 vertreten, die zu bekannten Act’s der US-amerikanischen Punkszene wurden.
Das Album enthält vornehmlich Skatepunk- und Melodic-Hardcore-Songs.
Die grafische Gestaltung des Booklets durch Joy Aoki erfolgte unter Verwendung des Gemäldes Die Schrecken des Krieges von Peter Paul Rubens.

## Titelliste
| Nr. | Band         | Titel                       | Spielzeit | Auskopplung von                  |
| --- | ------------ | --------------------------- | --------- | -------------------------------- |
| 1   | Bad Religion | Atomic Garden               | 3:12      | Generator (1992) E-86416         |
| 2   | NOFX         | Day To Daze                 | 1:58      | S&M Airlines (1989) E-86405      |
| 3   | Pennywise    | Wouldn't It Be Nice         | 2:07      | Pennywise (1991) E-86412         |
| 4   | Coffin Break | For Beth *                  | 3:20      | Crawl (1991) E-86413             |
| 5   | Dag Nasty    | Million Days                | 3:38      | Four on the Floor (1992) E-86415 |
| 6   | NOFX         | Shower Days                 | 2:11      | Ribbed (1991) E-86410            |
| 7   | Bad Religion | No Control                  | 1:46      | No Control (1989) E-86406        |
| 8   | L7           | Let's Rock Tonight          | 3:07      | L7 (1988) E-86401                |
| 9   | Down By Law  | Best Friends                | 3:13      | Down by Law (1991) E-86411       |
| 10  | Bad Religion | Anesthesia                  | 3:00      | Against the Grain (1990) E-86409 |
| 11  | Coffin Break | Crawl *                     | 4:30      | Crawl (1991) E-86413             |
| 12  | NOFX         | Beer Bong                   | 2:31      | Liberal Animation (1991) E-86417 |
| 13  | Dag Nasty    | SFS                         | 2:52      | Four on the Floor (1992) E-86415 |
| 14  | Pennywise    | Living For Today            | 3:08      | Pennywise (1991) E-86412         |
| 15  | Bad Religion | Faith Alone                 | 3:34      | Against the Grain (1990) E-86409 |
| 16  | Little Kings | Head First                  | 2:00      | Head First (1989) E-86403        |
| 17  | NOFX         | Professional Crastination   | 2:46      | S&M Airlines (1989) E-86405      |
| 18  | Bad Religion | I Want To Conquer The World | 2:18      | No Control (1989) E-86406        |
| 19  | L7           | Bite The Wax Tadpole        | 2:15      | L7 (1988) E-86401                |
| 20  | NOFX         | New Boobs                   | 3:26      | Ribbed (1991) E-86410            |
| 21  | Bad Religion | You Are The Government      | 1:22      | Suffer (1988) E-86404            |
| 22  | Insted       | No Rules                    | 1:57      | What We Believe (1990) E-86408   |
| 23  | NOFX         | I Live In A Cake            | 1:09      | Liberal Animation (1991) E-86417 |
| 24  | Down By Law  | Down The Drain              | 2:38      | Down by Law (1991) E-86411       |
| 25  | Bad Religion | The Answer                  | 3:23      | Generator (1992) E-86416         |
| 26  | Bad Religion | Fuck Armageddon             | 2:50      | 80-85 (1991) E-86416             |

*) produziert von Jack Endino im Reciprocal Studio Seattle